# Tamopsis fickerti
Tamopsis fickerti är en spindelart som först beskrevs av Ludwig Carl Christian Koch 1876.  Tamopsis fickerti ingår i släktet Tamopsis och familjen Hersiliidae. Inga underarter finns listade i Catalogue of Life.